# Norwood Green and Coley

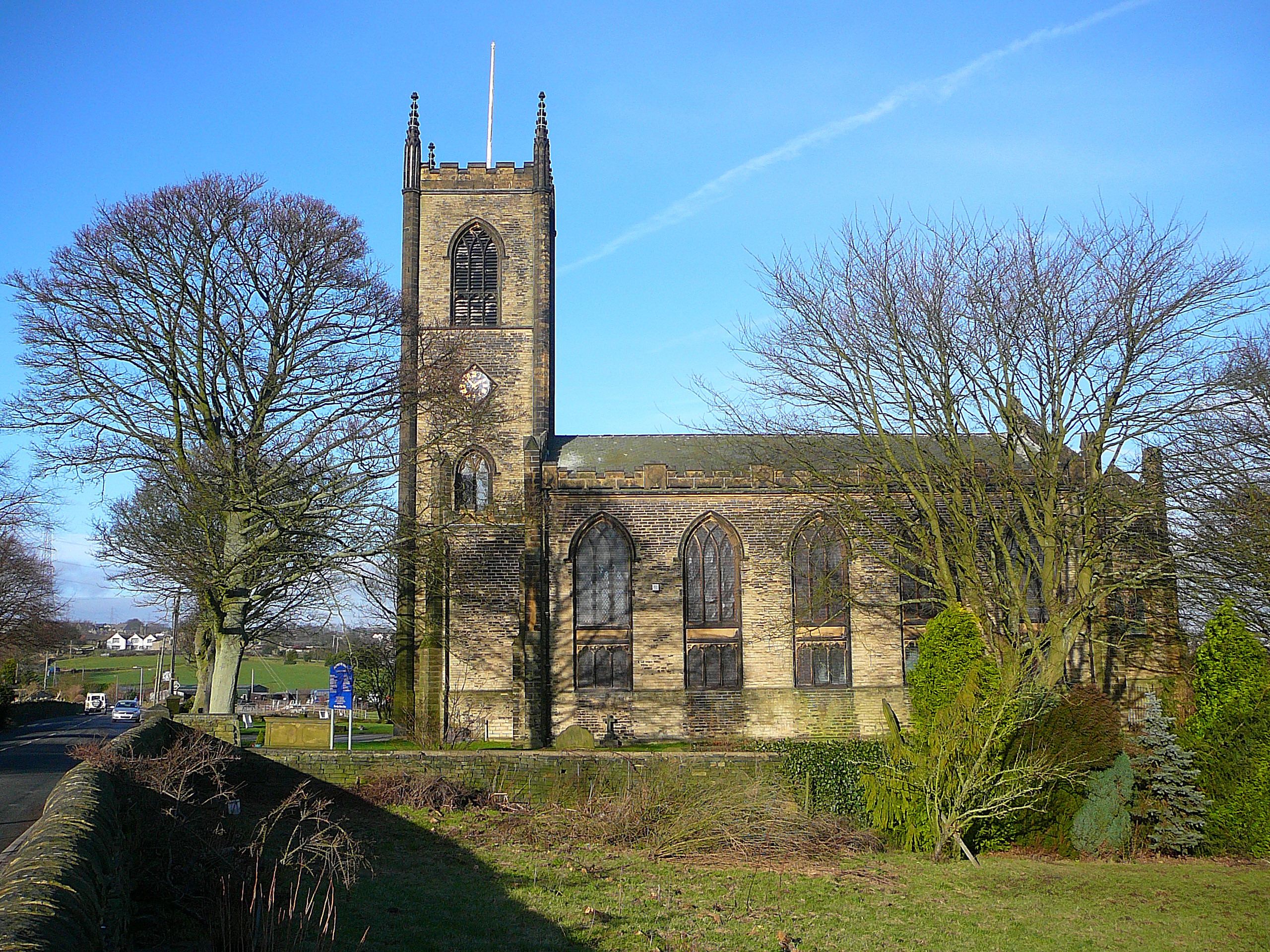
Coley

Norwood Green and Coley var en civil parish från 1894 till 1937 då den blev en del av Brighouse, i grevskapet West Riding of Yorkshire (nu West Yorkshire), i England. Denna civil parish var belägen 4 km från Halifax och hade 820 invånare år 1931.